# Diego Suárez Hernández
Diego Suárez Hernández (Zaragoza, 10 de octubre de 1994) es un futbolista español que juega como delantero centro en el Utebo f.c 
de la Segunda División RFEF.

## Trayectoria
Formado en la cantera zaragocista, debuta como profesional con el primer equipo el 2 de noviembre de 2013 en el Estadio Municipal de Ipurúa en el partido de liga contra la Sociedad Deportiva Eibar en la temporada 2013/14 de la Segunda División de España, disputando casi toda la segunda parte del partido que terminó con la victoria del equipo armero.

## Clubes
| Club                    | País   | Año           |
| ----------------------- | ------ | ------------- |
| Real Zaragoza "B"       | España | 2012-2015     |
| Real Zaragoza           | España | 2013-2015     |
| Lleida Esportiu         | España | 2015-2016     |
| Burgos C. F.            | España | 2016-2017     |
| C. D. Guijuelo          | España | 2017-2018     |
| S. D. Ejea              | España | 2018-2019     |
| C. D. Tudelano          | España | 2019-2021     |
| C. D. Numancia de Soria | España | 2021-Presente |